# André Roch Lecours
André Roch Lecours est un médecin et chercheur québécois né à Saint-Jacques de Montcalm le 11 mars 1936 et décédé le 12 juin 2005 à Montréal. Il a beaucoup écrit sur la structure neuropsychologique du langage. Entre ses œuvres essentielles, on trouve L'Aphasie, écrit en 1979 avec Francois Lhermitte.

## Honneurs
- 1988 - Prix Jacques-Rousseau de l'ACFAS
- 1993 - Prix Izaak-Walton-Killam
- 1997 - Officier de l'Ordre national du Québec